# Saint-Sauveur-Villages
Saint-Sauveur-Villages ist eine französische Gemeinde mit 3.250 Einwohnern (Stand: 1. Januar 2022) im Département Manche in der Region Normandie. Sie gehört zum Arrondissement Coutances und zum Kanton Agon-Coutainville.
Sie entstand als Commune nouvelle mit Wirkung vom 1. Januar 2019, indem die bisherigen Gemeinden Saint-Sauveur-Lendelin, Ancteville, Le Mesnilbus, La Ronde-Haye, Saint-Aubin-du-Perron, Saint-Michel-de-la-Pierre und Vaudrimesnil fusioniert wurden. Diese sind seither Communes déléguées. Der Verwaltungssitz befindet sich in Saint-Sauveur-Lendelin.

## Gliederung
| Ortsteil                                 | ehemaliger INSEE-Code | Fläche (km²) | Einwohnerzahl zum 1. Januar 2022 |
| ---------------------------------------- | --------------------- | ------------ | -------------------------------- |
| Saint-Sauveur-Lendelin (Verwaltungssitz) | 50550                 | 16,39        | 1.553                            |
| Ancteville                               | 50007                 | 07,74        | .0216                            |
| La Ronde-Haye                            | 50438                 | 06,67        | .0323                            |
| Le Mesnilbus                             | 50308                 | 04,98        | .0353                            |
| Saint-Aubin-du-Perron                    | 50449                 | 07,62        | .0221                            |
| Saint-Michel-de-la-Pierre                | 50524                 | 04,25        | .0185                            |
| Vaudrimesnil                             | 50622                 | 06,05        | .0399                            |

## Geographie
Die Gemeinde liegt auf der Halbinsel Cotentin, etwa zehn Kilometer nördlich von Coutances und wird vom Fluss Taute tangiert. Umgeben wird Saint-Sauveur-Villages von den Orten Vaudrimesnil im Norden, Saint-Aubin-du-Perron im Osten und Nordosten, Saint-Michel-de-la-Pierre im Osten, Montcuit im Osten und Südosten, Cambernon und Monthuchon im Süden, Ancteville im Südwesten sowie La Ronde-Haye im Westen.

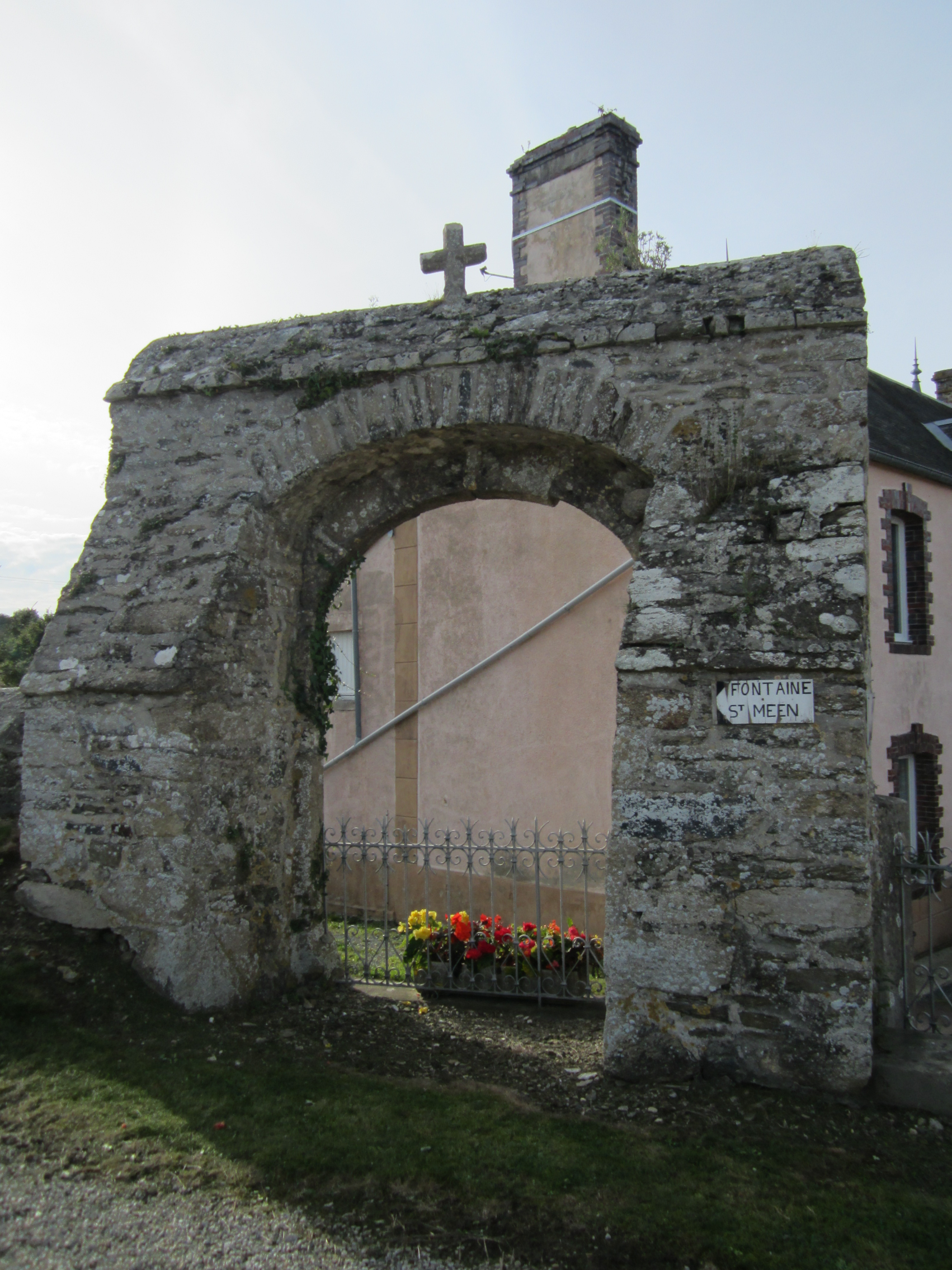
Ehemaliges Friedhofsportal in Ancteville
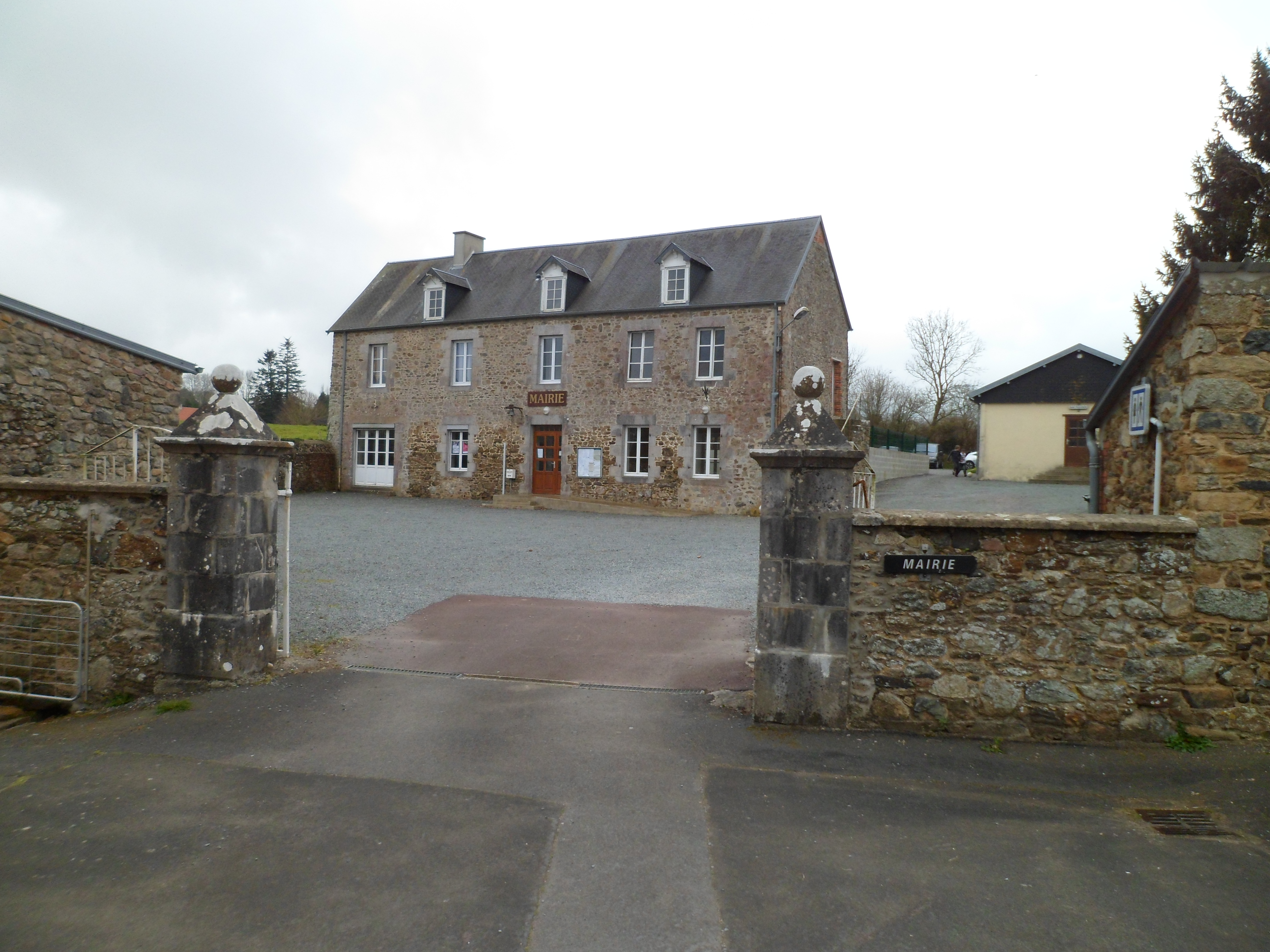
Die vormalige Mairie von Saint-Michel-de-la-Pierre
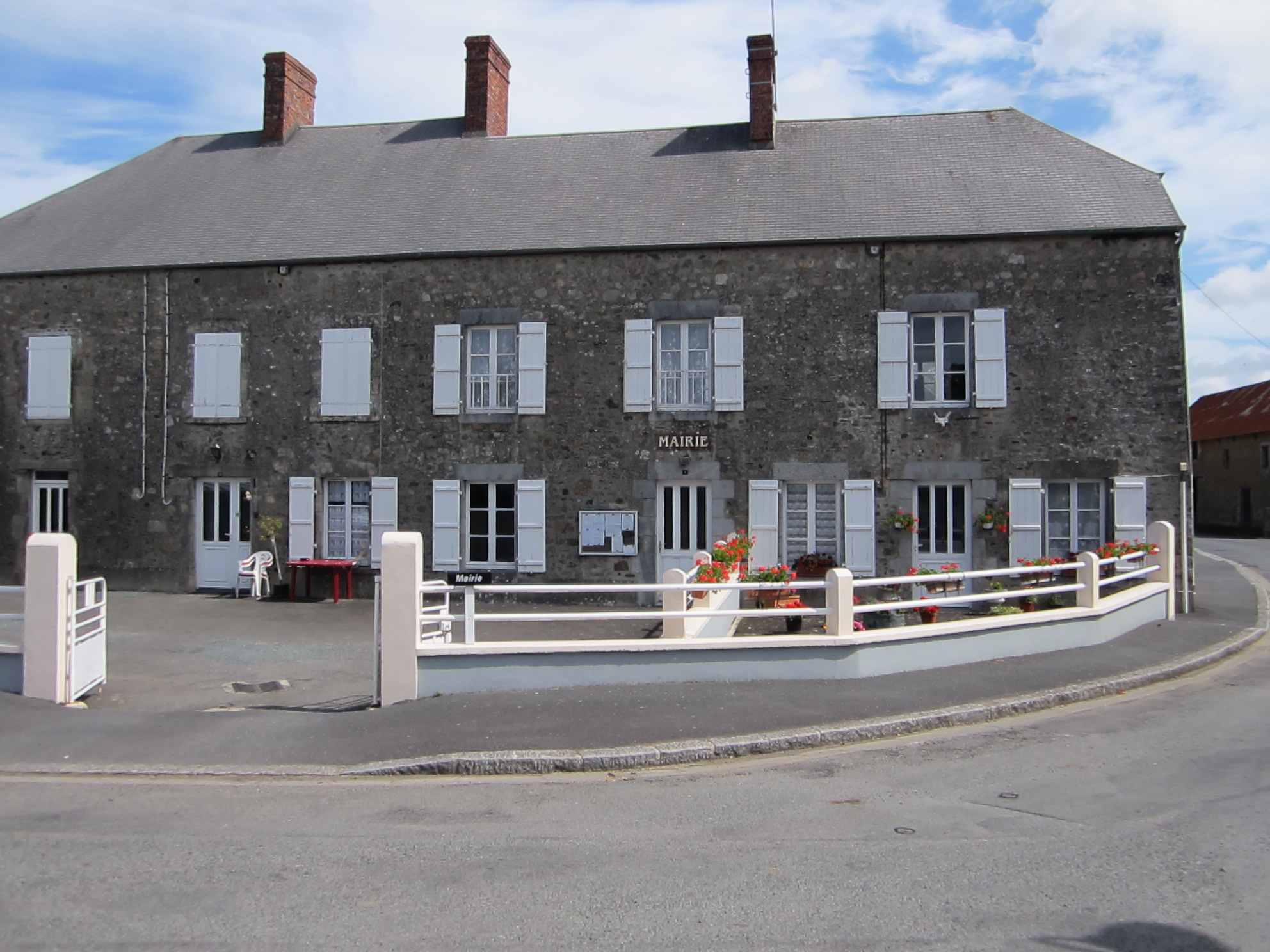
Die vormalige Mairie von Vaudrimesnil